# لان باستيان
لان باستيان (بالإندونيسية: Lan Bastian)‏ (1 أبريل 1985 بإندونيسيا - ) هو لاعب كرة قدم إندونيسي في مركز الدفاع. لعب مع Persekabpas Pasuruan ‏ وGresik United F.C. ‏.

## وصلات خارجية
- لان باستيان على موقع Soccerway.com (الإنجليزية)